# Oscar Peter

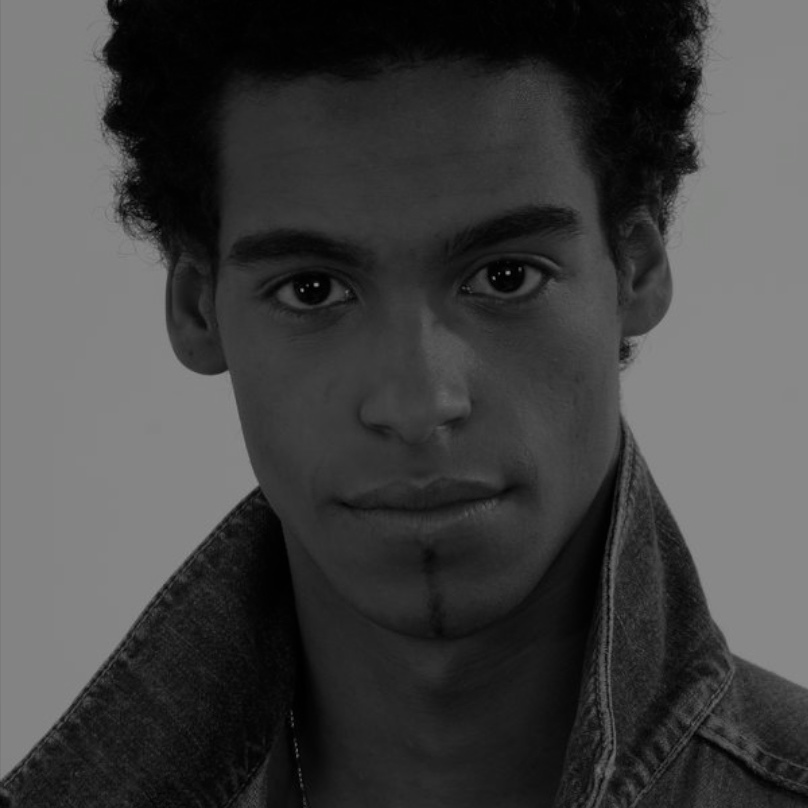
Oscar Peter

Oscar Peter (Santiago de los Caballeros, 11 juni 1981) is een in de Dominicaanse Republiek geboren Zwitserse voormalig kunstschaatser.
Peter was actief in het ijsdansen en zijn vaste sportpartner sinds 2004 was Leonie Krail. Hun trainers waren Natalja Linitsjoek en Gennadi Karpanossov. In het verleden was hij ook als solist actief.

## Persoonlijke records
| records                | punten | datum      | toernooi |
| ---------------------- | ------ | ---------- | -------- |
| Hoogste totaalscore    | 127.61 | 25-01-2008 | EK       |
| Hoogste verplichte kür | 22.88  | 20-01-2009 | EK       |
| Hoogste originele kür  | 44.10  | 25-03-2008 | WK       |
| Hoogste vrije kür      | 65.98  | 25-01-2008 | EK       |

## Belangrijke resultaten
1999-2003 solo 

2005-2009 met Leonie Krail
| Kampioenschap           | 1999   | 2000   | 2001  | 2002  | 2003  | 2004 | 2005  | 2006 | 2007  | 2008 | 2009 |
| ----------------------- | ------ | ------ | ----- | ----- | ----- | ---- | ----- | ---- | ----- | ---- | ---- |
| Wereldkampioenschap     |        |        |       |       |       |      |       |      |       | 24e  | 27e  |
| Europees Kampioenschap  |        | 30e    |       |       |       |      |       | 22e  |       | 20e  | 21e  |
| WK Junioren             | 21e    |        |       |       |       |      |       |      |       |      |      |
| Nationaal Kampioenschap |        | Zilver | Brons | Brons | Brons |      | Brons | Goud | Brons | Goud | Goud |
| NK Junioren             | Zilver |        |       |       |       |      |       |      |       |      |      |